# CE Operário Várzea-Grandense
Der Clube Esportivo Operário Várzea-Grandense (Akronym: CEOV), kurz auch Operário VG genannt, ist ein brasilianischer Fußballverein aus Várzea Grande im Bundesstaat Mato Grosso.

## Geschichte
Der im Arbeitermilieu (port. Operário) entstandene CEOV ist in Form einer Gesellschaft mit beschränkter Haftung (Ltda.) der Traditionsverein in Várzea Grande. Finanzielle Probleme haben in jüngerer Vergangenheit allerdings zu Brüchen in seiner Vereinsgeschichte geführt. Hochverschuldet wurde ihm 1996 vom Landesverband FMF die Lizenz zur Teilnahme an seinen Wettbewerben entzogen. Der damalige Clubpräsident gründete deshalb kurzerhand den Esporte Clube Opérario Ltda. (ECO), um mit diesem von Schulden unbelastet den Spielbetrieb fortführen zu können. Tatsächlich konnte der ECO bereits in der folgenden Saison den Staatsmeistertitel erringen. Unterstützt durch neue Sponsoren konnte zu Jahresbeginn 2002 der CEOV neu lizenziert werden, worauf die Aktivitäten des ECO zu seinen Gunsten eingestellt wurden. Doch trotz des sofortigen Titelgewinns wiederholte sich die Situation noch im selben Jahr mit einem erneuten Lizenzentzug. Darauf wurde im August 2002 von einem Vereinsdissidenten der Operário Futebol Clube (OFC) als Einzelunternehmen gegründet, der damit zunächst auch erfolgreich war. Eine mögliche Fusion beider Clubs wurde 2006 vom OFC abgelehnt. Wieder neu lizenziert kehrte der CEOV 2013 in den aktiven Spielbetrieb zurück und konnte auch gegenüber dem nun mit ihm rivalisierenden OFC die sportliche Dominanz in Várzea Grande zurückgewinnen und sich mehrmals wieder für die unterste Liga der nationalen Fußballmeisterschaft Brasiliens (Série D), aus der er zuletzt 2023 in der zweiten Vorrunde ausschied, und die Copa do Brasil qualifizieren.
Sowohl der CEOV als auch der OFC und der ECO werden nach wie vor im brasilianischen Firmenregister geführt, wobei nur die ersten beiden aktuell aktiv sind. Alle drei führten neben dem Namen auch die gleichen Clubfarben und identische Embleme, was zu Verwechslungen beitrug. Nach einem Rechtsstreit mit dem CEOV entschloss sich der OFC inzwischen zu einer Änderung seiner Farben und seines Emblems.
2025 konnte der Klub sich in den ersten zwei Runden des Copa do Brasil 2025 durchsetzen. Hierbei in der ersten Runde sogar im Elfmeterschießen gegen den im Ranking des CBF besser platzierten Sport Recife, Platz 105 versus 25. Die Prämien hieraus betrugen 1,83 Millionen Real. Das Team gibt in den Jahren, in denen es an nationalen Wettbewerben wie 2025 teilnimmt, rund zwei Millionen Real aus. Wenn es nicht, geht das Budget auf eine Million. Die Hauptinvestitionen werden im Schulungszentrum und in den Basiskategorien getätigt. Der Schwerpunkt liegt auf dem Bau von Fußballplätzen und Umkleideräumen sowie auf strukturellen Verbesserungen, die die Kontinuität der Breitenfußballwettbewerbe gewährleisten.

## Erfolge
- Staatsmeisterschaft von Mato Grosso (12×): 1964, 1967, 1968, 1972, 1973, 1983, 1985, 1986, 1987, 1994, 1995, 2002